# Sue Thomas – FBI
A Sue Thomas – FBI (eredeti cím: Sue Thomas: F.B.Eye) 2002 és 2005 között futott amerikai-kanadai televíziós krimisorozat. A műsor alkotói Dave Alan Johnson és Gary R. Johnson, a történet pedig a süket Sue Thomas FBI-ügynök élettapasztalatait veszi alapul, aki kiemelkedő szájról olvasási késségei miatt kapott helyet az ügynökség elit megfigyelési csapatában. A címszereplőt a szintén süket Deanne Bray alakította, mellette a főbb szerepekben Yannick Bisson, Rick Peters, Enuka Okuma és Marc Gomes voltak láthatók.
A sorozatot az Amerikai Egyesült Államokban a PAX TV adta 2002. október 13. és 2005. május 22. között, ez volt a csatorna legnézettebb műsora a Doki mellett. Magyarországon az RTL Klub mutatta be 2004. november 12-én.

## Cselekmény
Sue Thomas egy fiatal süket nő, aki hátrányából előnyt kovácsolva rendes iskolát végzett; megtanult hangsúlyozni, hogy rendes beszéddel tudjon kommunikálni; illetve megtanult szájról olvasni, hogy képes legyen a rendesen halló emberekkel kommunikálni. A sorozat elején állást kap az FBI-nál Washingtonban, ahova Ohioból költözik és ekkor kapja meg első segítőkutyáját, Levit is. Sue első napján szembesül vele, hogy ujjlenyomatok azonosításával bízták meg, ami után fel akarja keresni személyzeti irodát, hogy megmondja nekik: ő ennél többre képes. A személyzetisek helyett azonban véletlenül Jack Hudson különleges ügynöknek, akit lenyűgöznek a nő ambíciói, így Sue szájolvasási készsége letesztelése után átveszi őt a saját csapatához, mint különleges nyomozati elemzőt.

## Szereplők
| Színész                | Szerep                       | Magyar hang                           |
| ---------------------- | ---------------------------- | ------------------------------------- |
| Deanne Bray            | Sue Thomas                   | Urbán Andrea                          |
| Yannick Bisson         | Jackson Samuel "Jack" Hudson | Bozsó Péter                           |
| Rick Peters            | Robert "Bobby" Manning       | Boros Zoltán                          |
| Enuka Okuma            | Lucy Dotson                  | Kisfalvi Krisztina                    |
| Ted Atherton           | Myles Leland III             | Holl Nándor                           |
| Tara Samuel            | Tara Williams                | Orosz Helga                           |
| Marc Gomes             | Dimitrius Gans               | Rába Roland Király Attila Kálid Artúr |
| Eugene Clark           | Ted Garrett                  | Vass Gábor                            |
| Jack Jessop            | Charlie Adams                | Perlaki István                        |
| Jonathan Wilson        | Howie Fines                  | Fekete Zoltán                         |
| Robert Bidaman         | Matthew "Marty" Pavone       |                                       |
| Polly Shannon          | Darcy D'Angelo               | Roatis Andrea                         |
| Jeffrey Douglas        | David Palmer                 | Miller Zoltán                         |
| Bobby Johnston         | Pete Hadley                  | Papp Dániel                           |
| Kirsten Bishop         | Missy                        | Zsigmond Tamara                       |
| Peter Kelly Gaudreault | Tony                         | Welker Gábor                          |
| Kate Trotter           | Carla Thomas                 | Incze Ildikó                          |
| Dave Nichols           | Mr. Thomas                   | Kapácsy Miklós                        |
| Sarah Lafleur          | Nora Albright                | Dudás Eszter                          |
| Gord Rand              | Stanley Abbott               | Galbenisz Tomasz                      |
| Ryan Scott Greene      | Adam Kinsey                  | Viczián Ottó                          |

## Epizódok
| Évad | Évad | Epizódok | Eredeti sugárzás  | Eredeti sugárzás | Eredeti adó       | Magyar sugárzás    | Magyar sugárzás   | Magyar adó |
| Évad | Évad | Epizódok | Évadpremier       | Évadfinálé       | Eredeti adó       | Évadpremier        | Évadfinálé        | Magyar adó |
| ---- | ---- | -------- | ----------------- | ---------------- | ----------------- | ------------------ | ----------------- | ---------- |
|      | 1    | 19       | 2002. október 13. | 2003. május 18.  |                   | 2004. november 12. | 2004. december 8. |            |
|      | 2    | 19       | 2003. október 5.  | 2004. május 23.  | 2004. december 9. | 2005. július 11.   |                   |            |
|      | 3    | 19       | 2004. október 3.  | 2005. május 22.  | 2005. július 12.  | 2006. november 11. |                   |            |